# Rio Tsiribihina
O 'Rio Tsiribihina' é um rio de Madagascar. Ele travessa a região de Bongolava e a Reserva Natural Integral do Tsingy de Bemaraha.
Seu nome significa onde não se nage por que é infestado de crocodilos. E navigavel até Bemaraha. A boca é situada a 50 km ao norte de Morondava perto de Belo sur Tsiribihina, a qual está redeada de extensos maquezais.